# Мешоколь
Мешоколь — деревня в Псковском районе Псковской области. Входит в состав Серёдкинской волости. 
Расположена на восточном побережье Псковского озера, в 52 км к северо-западу от Пскова и в 11 км к юго-западу от села Серёдка.
От эстонского метскюла - лесная деревня. В писцовых книгах XVI века деревня упоминается как "нсад (пристань) Мищекуля на реке Мищекуле". Мешоколь - позднейшая форма, получившаяся в результате звуковых изменений, которые легко объясняются. Примечательно, что в тех же писцовых книгах XVI века отмечено выражение "Мижекульские ловли". В псковских говорах слова "миж, мижу" означает "между". Прилагательное "мижекульские" - свидетельство ещё одной попытки осмыслить непонятное слово.

## Население
| 2001 | 2002 | 2010 |
| ---- | ---- | ---- |
| 20   | ↘19  | ↘15  |

## История
До 28 февраля 2005 года деревня входила в состав упразднённой Залитской волости, в материковой её части; с февраля 2005 года по 1 января 2010 года — в состав ныне упразднённой Верхолинской волости.

## Топографические карты
- Лист карты O-35-XVII Новоселье. Масштаб: 1 : 200 000. Издание 1980 г.